# Clara Sans
Clara Sans Garde (Barcelona, 24 de abril de 1996) es una actriz, bailarina y modelo de Barcelona. 

## Trayectoria
Desde pequeña empezó con clases de ballet, desde los 5 años, y poco después empezó con la interpretación. Empezó su formación como actriz después de doblar publicidad para televisión.
Se formó en Barcelona en escuelas como Eolia y Set d’Acció y completó su formación en el Estudio Nancy Tuñón y Jordi Oliver donde se graduó en 2019. Posteriormente se ha formado en cursos y seminarios con profesionales como Alex Rigola, Oriol Vila, Raquel Salvadó, Lucas Condró o Lali Ayguadé. En danza tiene la especialización en clásico, contemporánea y flamenca. Tras la academia, empezó a investigar las posibilidades del teatro.
En 2016 participó en Solo secuencias, una serie entre el thriller psicológico y el terror en que se experimentaba con la improvisación y unas premisas básicas que el director, Chico Moreira susurraba a los actores y actrices al oído antes de comenzar a grabar.
En 2021 es una de las actrices del videoclip de Rigoberta Bandini sobre la canción Perra, dirigido por Irene Moray y Elena Martín.
Es especialmente conocida por su trabajo en la serie Cardo (2021), su primer trabajo en el mundo audiovisual. La primera temporada fue galardonada con dos premios Feroz.
También continúa su incursión en el teatro y en 2022 participa en la nueva versión de la obra la farsa infantil La cabeza del dragón de Valle Inclán del Centro Dramático Nacional, dirigida por Lucía Miranda en el Teatro María Guerrero.
En 2023 se han estrenado varias series en las que ha participado: Vestidas de azul, Mía es la venganza además de la película El fantástico caso del Golem dirigida por Juan González y Nando Martínez. También ha participado en la segunda temporada de Cardo.

## Filmografía

### Series
| Años       | Título                         | Personaje               | Cadena               | Notas         |                                                                     |
| ---------- | ------------------------------ | ----------------------- | -------------------- | ------------- | ------------------------------------------------------------------- |
| 2021; 2023 | Cardo                          | Begoña "Bego" Guirao    | Atresplayer          | 8 episodios   |                                                                     |
| 2023       | Mía es la venganza             | Candela Salmerón Rubio  | Telecinco / Divinity | 110 episodios |                                                                     |
| 2024       | Vestidas de azul               | Pili                    | Atresplayer          | 1 episodio    |                                                                     |
| 2024       | Celeste                        | Daniela "Dani" Vilariño | Movistar Plus+       | 5 episodios   | Nominación Mejor Actriz Secundaria Premios Feroz y Unión de Actores |
| 2024       | Mamen Mayo                     | Clara Codina            | SkyShowtime          | 8 episodios   |                                                                     |
| 2026       | Toda la verdad de mis mentiras |                         | Netflix              | 5 episodios   |                                                                     |
| 2026       | Innato                         | Lorena                  | Netflix              | 8 episodios   |                                                                     |

### Cine
| Año  | Título                       | Personaje |  |
| ---- | ---------------------------- | --------- |  |
| 2016 | Solo Secuencias              |           |  |
| 2023 | El fantástico caso del Golem | Silvia    |  |
| 2025 | El Talento                   |           |  |

### Cortometrajes
- La herida luminosa (2022). Dir.: Christian Avilés.
- Rubio cobrizo (2023). Dir.: Pablo Quijano.
- He robado tus cenizas (2023). Dir.: Felipe Olaya M.

### Videoclips
- Perra (2021) - Rigoberta Bandini.

- Te veo (2022) - Borque.

## Teatro
- La cabeza del dragón, (2022) dirigida por Lucía Miranda
- Cacophony de Molly Taylor (2024), dirigida por Anna Serrano